# Johann-Friedrich Vetterli
Johann Friedrich Vetterli (né le 21 août 1822 à Wagenhausen, et décédé le 21 mai 1882 à Neuhausen am Rheinfall) est un armurier suisse, principalement connu pour son invention du fusil Vetterli. Outre le fusil Vetterli, Johann-Friedrich Vetterli a travaillé sur d'autres projets d'armes à feu, notamment des pistolets et des revolvers. Il a également développé une cartouche à percussion centrale qui a été utilisée dans certains de ses modèles d'armes à feu.

## Biographie

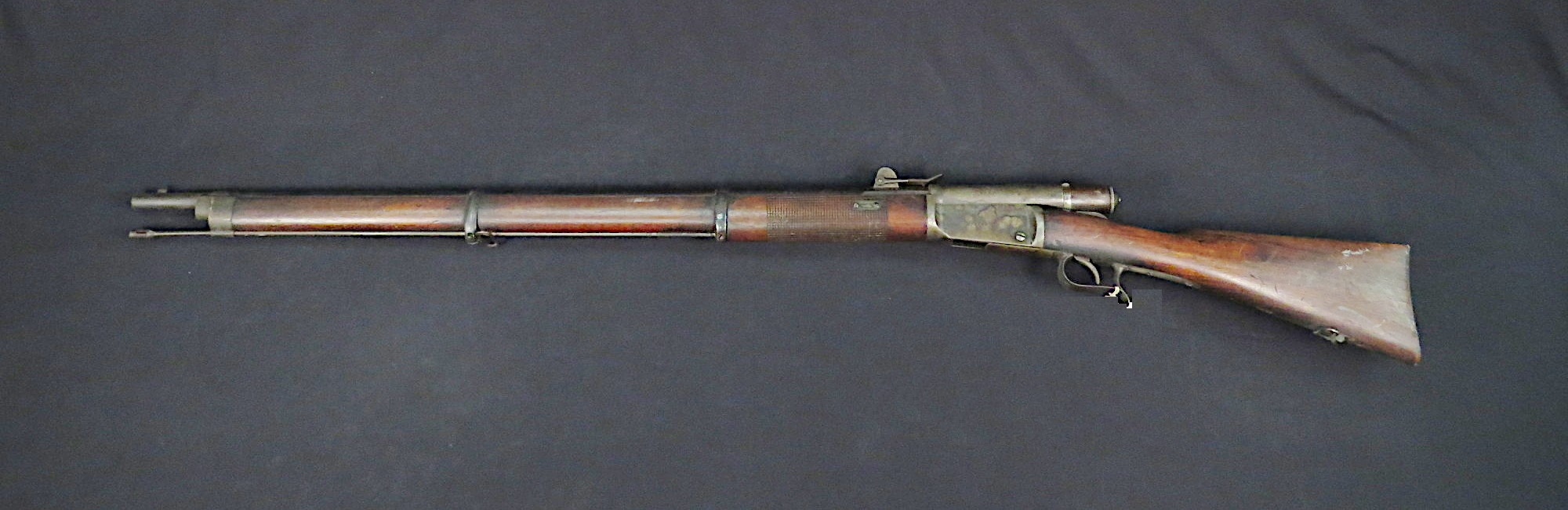
Fusil Vetterli, modèle 1876.

Vetterli était le fils du meunier Jakob Vetterli et de Friederike, née Stierli. Il a fait son apprentissage d'armurier à Schaffhouse chez Schalch. Il est ensuite parti en compagnonnage, ce qui l'a conduit à Lahr, Paris, Saint-Étienne et Londres. C'est là qu'il a épousé en 1855 Charlotte, née Freimann (Fryman), de Painwik, du comté de Gloucester.
En 1864, Vetterli reçoit la visite de Friedrich Peyer dans la cour. À l'occasion de la visite commune d'une machine à laminer les baïonnettes à la manufacture royale d'armes, Vetterli se déclara prêt à construire pour Peyer son propre laminoir à baïonnettes, dont le fonctionnement serait encore plus efficace.
Lorsque Vetterli revint en Suisse en 1864, il habitait au-dessus de Neuhausen, au « Bellevue ». Comme promis, il construisit le laminoir pour Peyer et fut également le directeur de la Société industrielle suisse à Neuhausen de 1866 à sa mort. En tant que tel, il inventa en 1867 le fusil à répétition Vetterli et développa également les munitions correspondantes. La Suisse et d'autres pays se procurèrent des séries entières d'ordonnances de Neuhausen, et son invention fut également très remarquée à l'étranger, ce qui l'amena à effectuer plusieurs longs voyages à l'étranger.
Vetterli décède d'une crise cardiaque en 1882 et a trouvé sa dernière demeure au cimetière de Neuhausen. Sa femme, alors âgée de 47 ans, est probablement retournée dans son pays d'origine et, avec elle, les écrits privés de Vetterli.